# Termunten
Termunten (53° 18′ N, 7° 03′ L) é uma cidade dos Países Baixos, na província de Groninga. Termunten pertence ao município de Delfzijl, e está situada a 33 km, a leste de Groningen.
Em 2001, a cidade de Termunten tinha 201 habitantes. A área urbana da cidade é de 0.082 km², e tem 89 residências.
A área de Termunten, que também inclui as partes periféricas da cidade, bem como a zona rural circundante, tem uma população estimada em 620 habitantes.